# Glenmora
Glenmora es un pueblo ubicado en la parroquia de Rapides en el estado estadounidense de Luisiana. En el Censo de 2010 tenía una población de 1342 habitantes y una densidad poblacional de 299,51 personas por km².

## Geografía
Glenmora se encuentra ubicado en las coordenadas 30°58′24″N 92°34′57″O / 30.97333, -92.58250. Según la Oficina del Censo de los Estados Unidos, Glenmora tiene una superficie total de 4.48 km², de la cual 4.48 km² corresponden a tierra firme y (0%) 0 km² es agua.

## Demografía
Según el censo de 2010, había 1342 personas residiendo en Glenmora. La densidad de población era de 299,51 hab./km². De los 1342 habitantes, Glenmora estaba compuesto por el 64.08% blancos, el 31.59% eran afroamericanos, el 1.04% eran amerindios, el 0.22% eran asiáticos, el 0% eran isleños del Pacífico, el 1.86% eran de otras razas y el 1.19% pertenecían a dos o más razas. Del total de la población el 4.02% eran hispanos o latinos de cualquier raza.